# Бидструп, Херлуф
Кристиан Ханс Херлуф Бидструп (дат. Christian Hans Herluf Bidstrup; 10 сентября 1912, Берлин — 26 декабря 1988, Аллерёд, Дания) — датский художник-карикатурист и общественный деятель, коммунист. Автор свыше пяти тысяч рисунков.

## Биография
Херлуф Бидструп родился 10 сентября 1912 года в Берлине. При рождении назван был Христиан Ханс Херлуф Бидструп (дат. Christian Hans Herluf Bidstrup). Его отец — Хермонд Бидструп (1885—1973) — гражданин Дании, по профессии — маляр и художник-декоратор, приехал в Германию в поисках работы. Мать — Августа Эмма Берта Шмидт (1887—1957), гражданка Германии. Когда Херлуфу было 5 лет, его семья вернулась в Данию.
После школы, в 1931 году поступил в копенгагенскую королевскую Академию художеств. Окончив её в 1935 году, сотрудничал с различными периодическими изданиями, публикуя в них, главным образом, юмористические бытовые зарисовки. В годы оккупации Дании нацистской Германией сотрудничал с газетой «Social-Demokraten», для которой создавал карикатуры с антифашистским подтекстом. С 1945 года работал в газете Компартии Дании «Ланд ог фольк». Регулярно публиковал карикатуры, посвящённые злободневным политическим событиям.
В 1948 и 1952 годах посещал Чехословакию.
В 1952 году Херлуф Бидструп впервые посетил СССР. Впоследствии он неоднократно бывал в СССР, встречался с советскими деятелями искусства и культуры. В сотрудничестве с режиссёром-мультипликатором Львом Атамановым принял участие в создании мультфильма «Скамейка».
В 1955 году посетил Китай, где сделал множество зарисовок, опубликованных в «Ланд ог фольк», а позднее — изданных отдельной книгой.
В 1964 году Бидструпу была присуждена Ленинская премия «За укрепление мира между народами». В 1972 году, в связи с 60-летием художника, он был награждён орденом Трудового Красного Знамени. Почётный член Академии художеств СССР с 1973 года.
Херлуф Бидструп регулярно участвовал в передаче на телевидении ГДР, демонстрируя процесс создания карикатур.
В 1973 году побывал в Южной Америке, посетив Бразилию, Уругвай и Аргентину. Попасть в Чили не удалось из-за начавшегося там переворота.
Также посещал Лапландию, Францию, Болгарию. В ходе всех своих путешествий Бидструп делал серии зарисовок, которые публиковал в журналах. Некоторые из них также были изданы в виде отдельных книг.

## Семья
- Жена Эллен Магдалена Олсен (1917-1992)[2][14].
  - Сын Ялте. Стал художником[15].
  - Дочь Лейна. Стала художницей[16].
    - Внучка Лаура[17][18].
    - Внук Филипп[17].

  - Сын Мартин. Учился на биологическом факультете Копенгагенского университета[19].

## Творчество

«Нарушитель правил». Карикатура Х. Бидструпа

Первую карикатуру на социальную тему Бидструп нарисовал в 1922 году, когда ему было 11 лет. Своё становление, как карикатуриста, сам он описывал следующим образом:
|  | Над разящей силой карикатуры я задумывался ещё в школьные годы. Бывало, я изображал на классной доске кого-нибудь из учеников или преподавателей. Я старался подметить и подчеркнуть в рисунке характерную особенность данного человека, его излюбленную позу, мимику, а это не только вызывало смех у других, но и задевало того, кого я рисовал. Карикатура уже тогда была моим оружием. Но настоящим политическим сатириком я стал лишь во время гражданской войны в Испании. Фашисты творили там чудовищные злодеяния. Я старался их заклеймить, пытался вскрыть существо происходящих событий. |

Художник-график, Херлуф Бидструп отличался потрясающей чёткостью штриха и способностью буквально одной-двумя деталями очень точно передать целую гамму эмоций своего персонажа.
Книги с рисунками Бидструпа издавали в СССР огромными тиражами — Бидструп был убеждённым коммунистом и считался в СССР прогрессивным художником, потому что в своих карикатурах обличал капиталистический Запад.
Альбомы
- Херлуф Бидструп. Рисунки и карикатуры. — М.: «Правда», 1958 г.
- Сатира и юмор Херлуфа Бидструпа. — Москва: «Искусство», 1962 г. — тир. 50 000 экз. — перевод с датского М. Косова.
- Сатира и юмор Херлуфа Бидструпа. — Москва: «Искусство», 1964 г. — тир. 150 000 экз., — перевод с датского М. Косова.
- Набор открыток Бидструп / Редактор В. Чесноков, оформила художник О. Спиридонова. — «Советский художник», 16 открыток, 1964 г., — тир. 94 000 экз.
- Диафильм Херлуф Бидструп / Автор А. Каменский, оформил Е. Лехт. — Студия «Диафильм», Госкино СССР, 1964 г., 57 слайдов.
- Херлуф Бидструп. Рисунки в четырёх томах. — Москва: «Искусство», 1968—1970 г. — тир. 100 000 экз. — перевод с датского М. Косова.
- Херлуф Бидструп. Избранное. — Москва: «Искусство», 1976 г. — тир. 50 000 экз. — перевод с датского М. Косова.
- Бидструп Херлуф Мир глазами художника. — М.: Дет. лит., 1988. — 127 с. — 100000 экз.
- Херлуф Бидструп. Жизнь и творчество. — М., «Искусство», 1988 г., — 360 с. — тир. 30 000 экз.,
- Бидструп Х. Путевые заметки, зарисовки, шаржи. — М.: ИДМ, 2006. — 224 с. — тир. 5000 экз., ISBN 5-91045-009-3
- Бидструп. 200 лучших работ. — М.: ИДМ, 2007. — 204 с. — тир. 3000 экз. — ISBN 978-5-91045-038-1
- Бидструп Херлуф. Рисунки. — М.: Издательский Дом Мещерякова, 2010. — 304 с.: ил. — тир. 1500 экз. — ISBN 978-5-91045-466-2

## Награды
- Орден Трудового Красного Знамени (8 сентября 1972 года, СССР) — за многолетнюю активную деятельность в защиту мира, вклад в укрепление дружбы между народами Дании и Советского Союза и в связи с шестидесятилетием со дня рождения[21].
- Орден Дружбы народов (9 сентября 1982 года, СССР) — за многолетнюю активную деятельность в защиту мира, вклад в укрепление дружбы между народами Дании и Советского Союза и в связи с семидесятилетием со дня рождения[22].
- Международная Ленинская премия «За укрепление мира между народами» (1964).
- Почётный гражданин города Габрово (Болгария).

## Память
- 3246 Бидструп — астероид 1976 GQ3, открытый 1 апреля 1976 года советским астрономом Николаем Черных и названный в честь художника[23].
- Именем художника названо одно из российских пограничных патрульных судов .
- Спектакль «Играем Бидструпа» (Самара, 1993)[24]

## Экранизации
- «Скамейка» (мультфильм) — режиссёр Лев Атаманов, 1967.
- «Это в наших силах» (мультфильм) — режиссёр Лев Атаманов, 1970.